# Lauritta Onye
Lauritta Onye (Owerri, 4 de enero de 1984) es una atleta paralímpica que compite en pruebas de lanzamiento de clasificación F40 . Compitió en los Juegos Paralímpicos de Verano 2016 en Río de Janeiro ganando el oro en el lanzamiento de bala F40 . Onye también es actriz, actuando bajo el nombre de Laury White. 

## Biografía
Onye nació en la ciudad nigeriana de Owerri en 1999. Es de Ikeduru. Onye nació con una forma de acondroplasia y mide 1,25 metros (4,1 pies) de altura. Fuera del atletismo, Onye también tuvo la oportunidad de ser actriz y en 2015 protagonizó la película de Nollywood Lords of Money, apareciendo en los créditos bajo el nombre de Laury White.

## Carrera deportiva
Onye comenzó a practicar atletismo en 2008, pero no participó en competiciones de nivel internacional hasta que hubo un cambio en las leyes de clasificación de atletismo paralímpico en 2012. Antes, los atletas de baja estatura se clasificaban bajo la regla F40, que incluía a cualquier competidora menor de 140 centímetros de altura. En un intento por equilibrar el campo, el fallo de 2012 dividió la clasificación F40 en F40 y F41, con F40 ahora para atletas femeninas de 125 cm y menos, colocando a Onye como uno de los atletas más altos de su clase.
Uno de los primeros eventos internacionales importantes en fueron las pruebas clasificatorias de lanzamiento para atletas de clase F40 para el Campeonato Mundial de Atletismo IPC 2015 celebrado en Doha. Onye ingresó a la única prueba realizado para atletas F40, el lanzamiento de bala. Onye entró en el Campeonato Mundial como una de las favoritas, habiendo establecido una distancia récord mundial de 7,59 metros en Túnez en marzo a principios de año. En Doha, Onye mejoró su propio récord al lanzar una distancia de 7.72 m en su primer intento. Su rival más cercano, Lara Baars de los Países Bajos, arrojó la bala a 6.80 metros de distancia, en sí un récord europeo, pero casi un metro menos que Onye.  Fue la única medalla del equipo nigeriano de los campeonatos.  
Al regresar a Nigeria, el presidente Buhari recibió a los mejores atletas olímpicos y paralímpicos del país y les otorgó fondos para ayudar en el entrenamiento de los atletas para los Juegos de 2016 en Río de Janeiro. A pesar de que Onye afirmó que los fondos se recibirían, ni ella ni su entrenador recibieron el dinero que tuvo un impacto negativo en los preparativos de Onye para Río 2016.  Ella creía que fue debido a que era una atleta discapacitada que el dinero no se le había asignado.  En respuesta, amenazó con retirarse de los Juegos Paralímpicos.
A pesar de las dificultades financieras, Onye representó a Nigeria en Río 2016, entrando en el lanzamiento de peso (T40). Onye dominó su campo, venciendo a Rima Abdelli de Túnez. Al convertirse en la primera atleta de T40 en lanzar más de ocho metros, Onye reaccionó con entusiasmo dando vueltas y bailando frente a la multitud brasileña.

## Palmarés deportivo
- 2011: Todos los Juegos de África -Maputo Shot Put-Silver medallista
- 2015: Campeonato Africano-Túnez, medallista de oro y medallista de plata.
- Campeonato Mundial de Atletismo IPC 2015 (ahora Campeonato Mundial de Atletismo Para ) - Doha, medallista de oro.
- 2016: Juegos Paralímpicos - Rio Shot Put Gold y nuevo récord mundial de 8.4m